# 24 Horas de Le Mans de 2002
As 24 Hours of Le Mans de 2002 foi o 70º grande prêmio automobilístico das 24 Horas de Le Mans, tendo acontecido nos dias 15 e 16 de junho 2002 em Le Mans, França no autódromo francês, Circuit de la Sarthe.

## Resultados Finais

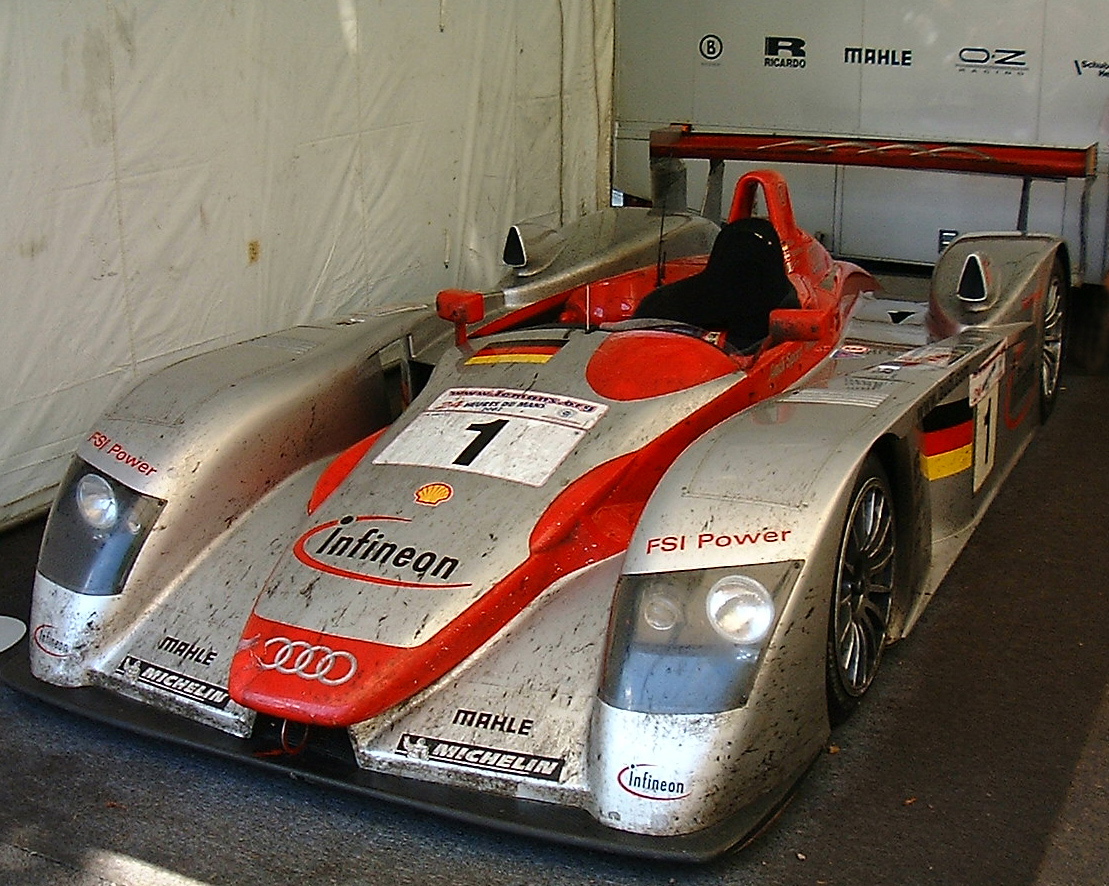
1. 1 Audi R8

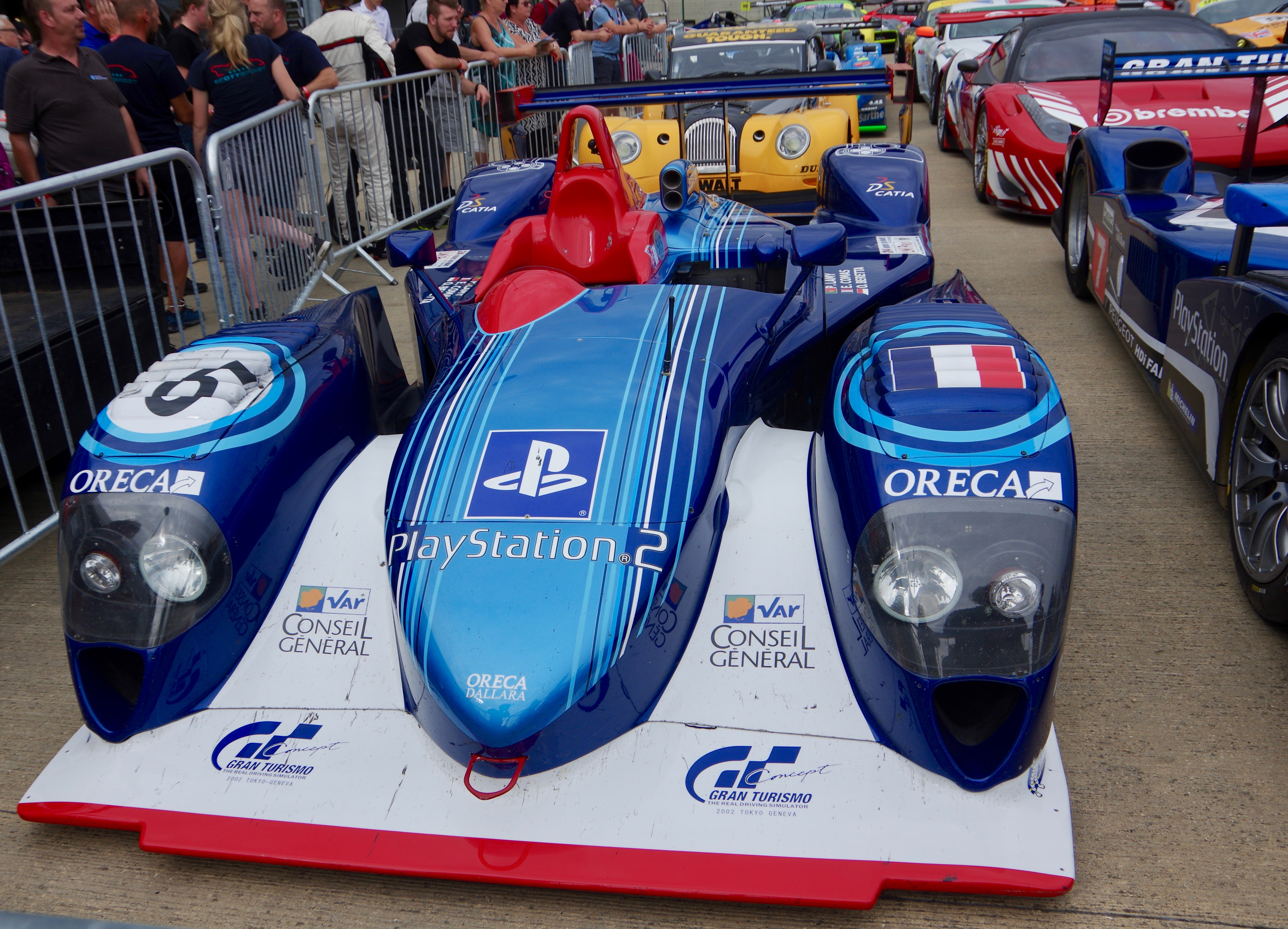
1. 15 Dallara SP1

| Pos    | Class  | No | Equipe                                          | Pilotos                                                        | Chassis                          | Pneus | Voltas |
| Pos    | Class  | No | Equipe                                          | Pilotos                                                        | Motor                            | Pneus | Voltas |
| ------ | ------ | -- | ----------------------------------------------- | -------------------------------------------------------------- | -------------------------------- | ----- | ------ |
| 1      | LMP900 | 1  | Audi Sport Team Joest                           | Frank Biela Tom Kristensen Emanuele Pirro                      | Audi R8                          | M     | 375    |
| 1      | LMP900 | 1  | Audi Sport Team Joest                           | Frank Biela Tom Kristensen Emanuele Pirro                      | Audi 3.6L Turbo V8               | M     | 375    |
| 2      | LMP900 | 2  | Audi Sport North America                        | Johnny Herbert Christian Pescatori Rinaldo Capello             | Audi R8                          | M     | 374    |
| 2      | LMP900 | 2  | Audi Sport North America                        | Johnny Herbert Christian Pescatori Rinaldo Capello             | Audi 3.6L Turbo V8               | M     | 374    |
| 3      | LMP900 | 3  | Audi Sport Team Joest                           | Marco Werner Michael Krumm Philipp Peter                       | Audi R8                          | M     | 372    |
| 3      | LMP900 | 3  | Audi Sport Team Joest                           | Marco Werner Michael Krumm Philipp Peter                       | Audi 3.6L Turbo V8               | M     | 372    |
| 4      | LMGTP  | 8  | Team Bentley                                    | Andy Wallace Eric van de Poele Butch Leitzinger                | Bentley EXP Speed 8              | D     | 362    |
| 4      | LMGTP  | 8  | Team Bentley                                    | Andy Wallace Eric van de Poele Butch Leitzinger                | Bentley 4.0L Turbo V8            | D     | 362    |
| 5      | LMP900 | 15 | PlayStation Team Oreca                          | Olivier Beretta Érik Comas Pedro Lamy                          | Dallara SP1                      | M     | 359    |
| 5      | LMP900 | 15 | PlayStation Team Oreca                          | Olivier Beretta Érik Comas Pedro Lamy                          | Judd GV4 4.0L V10                | M     | 359    |
| 6      | LMP900 | 14 | PlayStation Team Oreca                          | Stéphane Sarrazin Franck Montagny Nicolas Minassian            | Dallara SP1                      | M     | 359    |
| 6      | LMP900 | 14 | PlayStation Team Oreca                          | Stéphane Sarrazin Franck Montagny Nicolas Minassian            | Judd GV4 4.0L V10                | M     | 359    |
| 7      | LMP900 | 5  | Audi Sport Japan Team Goh                       | Hiroki Katoh Yannick Dalmas Seiji Ara                          | Audi R8                          | M     | 358    |
| 7      | LMP900 | 5  | Audi Sport Japan Team Goh                       | Hiroki Katoh Yannick Dalmas Seiji Ara                          | Audi 3.6L Turbo V8               | M     | 358    |
| 8      | LMP900 | 16 | Racing for Holland B.V.                         | Jan Lammers Tom Coronel Val Hillebrand                         | Dome S101                        | M     | 351    |
| 8      | LMP900 | 16 | Racing for Holland B.V.                         | Jan Lammers Tom Coronel Val Hillebrand                         | Judd GV4 4.0L V10                | M     | 351    |
| 9      | LMP900 | 6  | Team Cadillac                                   | Wayne Taylor Max Angelelli Christophe Tinseau                  | Cadillac Northstar LMP02         | M     | 345    |
| 9      | LMP900 | 6  | Team Cadillac                                   | Wayne Taylor Max Angelelli Christophe Tinseau                  | Cadillac Northstar 4.0L Turbo V8 | M     | 345    |
| 10     | LMP900 | 17 | Pescarolo Sport                                 | Sébastien Bourdais Jean-Christophe Boullion Franck Lagorce     | Courage C60                      | M     | 343    |
| 10     | LMP900 | 17 | Pescarolo Sport                                 | Sébastien Bourdais Jean-Christophe Boullion Franck Lagorce     | Peugeot A32 3.2L Turbo V6        | M     | 343    |
| 11     | GTS    | 63 | Corvette Racing                                 | Ron Fellows Johnny O'Connell Oliver Gavin                      | Chevrolet Corvette C5-R          | G     | 335    |
| 11     | GTS    | 63 | Corvette Racing                                 | Ron Fellows Johnny O'Connell Oliver Gavin                      | Chevrolet LS7R 7.0L V8           | G     | 335    |
| 12     | LMP900 | 7  | Team Cadillac                                   | Éric Bernard Emmanuel Collard JJ Lehto                         | Cadillac Northstar LMP02         | M     | 334    |
| 12     | LMP900 | 7  | Team Cadillac                                   | Éric Bernard Emmanuel Collard JJ Lehto                         | Cadillac Northstar 4.0L Turbo V8 | M     | 334    |
| 13     | GTS    | 64 | Corvette Racing                                 | Andy Pilgrim Kelly Collins Franck Fréon                        | Chevrolet Corvette C5-R          | G     | 331    |
| 13     | GTS    | 64 | Corvette Racing                                 | Andy Pilgrim Kelly Collins Franck Fréon                        | Chevrolet LS7R 7.0L V8           | G     | 331    |
| 14     | GTS    | 52 | Equipe de France FFSA Oreca                     | Jonathan Cochet Benoît Tréluyer Jean-Philippe Belloc           | Chrysler Viper GTS-R             | M     | 326    |
| 14     | GTS    | 52 | Equipe de France FFSA Oreca                     | Jonathan Cochet Benoît Tréluyer Jean-Philippe Belloc           | Chrysler 8.0L V10                | M     | 326    |
| 15     | LMP900 | 13 | Courage Compétition                             | Didier Cottaz Boris Derichbourg Thed Björk                     | Courage C60                      | M     | 322    |
| 15     | LMP900 | 13 | Courage Compétition                             | Didier Cottaz Boris Derichbourg Thed Björk                     | Judd GV4 4.0L V10                | M     | 322    |
| 16     | GT     | 81 | The Racer's Group                               | Kevin A. Buckler Lucas Luhr Timo Bernhard                      | Porsche 911 GT3-RS               | M     | 322    |
| 16     | GT     | 81 | The Racer's Group                               | Kevin A. Buckler Lucas Luhr Timo Bernhard                      | Porsche 3.6L Flat-6              | M     | 322    |
| 17     | GT     | 80 | Freisinger Motorsport                           | Romain Dumas Sascha Maassen Jörg Bergmeister                   | Porsche 911 GT3-RS               | D     | 321    |
| 17     | GT     | 80 | Freisinger Motorsport                           | Romain Dumas Sascha Maassen Jörg Bergmeister                   | Porsche 3.6L Flat-6              | D     | 321    |
| 18     | GTS    | 50 | Larbre Compétition                              | Christophe Bouchut Patrice Goueslard Vincent Vosse             | Chrysler Viper GTS-R             | M     | 319    |
| 18     | GTS    | 50 | Larbre Compétition                              | Christophe Bouchut Patrice Goueslard Vincent Vosse             | Chrysler 8.0L V10                | M     | 319    |
| 19     | LMP675 | 29 | Noël del Bello Racing ROC Compétition           | Jean-Denis Délétraz Christophe Pillon Walter Lechner Jr.       | Reynard 2KQ-LM                   | M     | 317    |
| 19     | LMP675 | 29 | Noël del Bello Racing ROC Compétition           | Jean-Denis Délétraz Christophe Pillon Walter Lechner Jr.       | Volkswagen HPT16 2.0L I4         | M     | 317    |
| 20     | LMP675 | 25 | Gerard Welter                                   | Jean-René de Fournoux Stéphane Daoudi Jean-Bernard Bouvet      | WR LM2001                        | M     | 317    |
| 20     | LMP675 | 25 | Gerard Welter                                   | Jean-René de Fournoux Stéphane Daoudi Jean-Bernard Bouvet      | Peugeot 2.0L Turbo I4            | M     | 317    |
| 21     | GT     | 77 | Team Taisan Advan                               | Atsushi Yogo Akira Iida Kazuyuki Nishizawa                     | Porsche 911 GT3-RS               | Y     | 316    |
| 21     | GT     | 77 | Team Taisan Advan                               | Atsushi Yogo Akira Iida Kazuyuki Nishizawa                     | Porsche 3.6L Flat-6              | Y     | 316    |
| 22     | GT     | 82 | Seikel Motorsport                               | Gabrio Rosa Luca Drudi Luca Riccitelli                         | Porsche 911 GT3-RS               | Y     | 315    |
| 22     | GT     | 82 | Seikel Motorsport                               | Gabrio Rosa Luca Drudi Luca Riccitelli                         | Porsche 3.6L Flat-6              | Y     | 315    |
| 23     | GTS    | 68 | Ray Mallock Ltd. (RML)                          | Pedro Chaves Miguel Ramos Gavin Pickering                      | Saleen S7-R                      | D     | 312    |
| 23     | GTS    | 68 | Ray Mallock Ltd. (RML)                          | Pedro Chaves Miguel Ramos Gavin Pickering                      | Ford 7.0L V8                     | D     | 312    |
| 24     | GT     | 72 | Luc Alphand Aventures                           | Luc Alphand Christian Lavieille Olivier Thévenin               | Porsche 911 GT3-RS               | D     | 299    |
| 24     | GT     | 72 | Luc Alphand Aventures                           | Luc Alphand Christian Lavieille Olivier Thévenin               | Porsche 3.6L Flat-6              | D     | 299    |
| 25     | GTS    | 51 | Larbre Compétition                              | Jean-Luc Chereau Carl Rosenblad Jean-Claude Lagniez            | Chrysler Viper GTS-R             | M     | 278    |
| 25     | GTS    | 51 | Larbre Compétition                              | Jean-Luc Chereau Carl Rosenblad Jean-Claude Lagniez            | Chrysler 8.0L V10                | M     | 278    |
| 26     | GTS    | 66 | Konrad Motorsport                               | Terry Borcheller Toni Seiler Franz Konrad                      | Saleen S7-R                      | P     | 266    |
| 26     | GTS    | 66 | Konrad Motorsport                               | Terry Borcheller Toni Seiler Franz Konrad                      | Ford 7.0L V8                     | P     | 266    |
| 27 NC  | LMP900 | 10 | DAMS Bob Berridge Racing (Vaillante Camera Car) | Philippe Gache Emanuele Clerico Michel Neugarten               | Lola B98/10                      | M     | 150    |
| 27 NC  | LMP900 | 10 | DAMS Bob Berridge Racing (Vaillante Camera Car) | Philippe Gache Emanuele Clerico Michel Neugarten               | Judd GV4 4.0L V10                | M     | 150    |
| 28 DNF | LMP900 | 19 | MBD Sportscar Team                              | Didier de Radiguès Milka Duno John Graham                      | Panoz LMP07                      | A     | 259    |
| 28 DNF | LMP900 | 19 | MBD Sportscar Team                              | Didier de Radiguès Milka Duno John Graham                      | Mugen MF408S 4.0L V8             | A     | 259    |
| 29 DNF | LMP900 | 12 | Panoz Motor Sports                              | Bill Auberlen David Donohue Gunnar Jeannette                   | Panoz LMP01 Evo                  | M     | 230    |
| 29 DNF | LMP900 | 12 | Panoz Motor Sports                              | Bill Auberlen David Donohue Gunnar Jeannette                   | Élan 6L8 6.0L V8                 | M     | 230    |
| 30 DNF | LMP675 | 27 | MG Sport & Racing Ltd.                          | Mark Blundell Julian Bailey Kevin McGarrity                    | MG-Lola EX257                    | M     | 219    |
| 30 DNF | LMP675 | 27 | MG Sport & Racing Ltd.                          | Mark Blundell Julian Bailey Kevin McGarrity                    | MG (AER) XP20 2.0L Turbo I4      | M     | 219    |
| 31 DNF | LMP900 | 4  | Riley & Scott Racing                            | Marc Goossens Jim Matthews Didier Theys                        | Riley & Scott Mk III C           | G     | 189    |
| 31 DNF | LMP900 | 4  | Riley & Scott Racing                            | Marc Goossens Jim Matthews Didier Theys                        | Élan 6L8 6.0L V8                 | G     | 189    |
| 32 DNF | LMP900 | 9  | Kondo Racing                                    | Masahiko Kondo Ian McKellar Jr. François Migault               | Dome S101                        | M     | 182    |
| 32 DNF | LMP900 | 9  | Kondo Racing                                    | Masahiko Kondo Ian McKellar Jr. François Migault               | Judd GV4 4.0L V10                | M     | 182    |
| 33 DNF | GT     | 73 | DeWALT Racesport Salisbury                      | Richard Stanton Steve Hyde Richard Hayes                       | Morgan Aero 8R                   | D     | 181    |
| 33 DNF | GT     | 73 | DeWALT Racesport Salisbury                      | Richard Stanton Steve Hyde Richard Hayes                       | BMW (Mader) 4.0L V8              | D     | 181    |
| 34 DNF | GTS    | 58 | Prodrive                                        | Rickard Rydell Alain Menu Tomáš Enge                           | Ferrari 550-GTS Maranello        | M     | 167    |
| 34 DNF | GTS    | 58 | Prodrive                                        | Rickard Rydell Alain Menu Tomáš Enge                           | Ferrari F131 6.0L V12            | M     | 167    |
| 35 DNF | GT     | 75 | Orbit Racing                                    | Leo Hindery Jr. Peter Baron Anthony Kester                     | Porsche 911 GT3-RS               | M     | 165    |
| 35 DNF | GT     | 75 | Orbit Racing                                    | Leo Hindery Jr. Peter Baron Anthony Kester                     | Porsche 3.6L Flat-6              | M     | 165    |
| 36 DNF | LMP900 | 18 | Pescarolo Sport                                 | Eric Hélary Stéphane Ortelli Ukyo Katayama                     | Courage C60                      | M     | 144    |
| 36 DNF | LMP900 | 18 | Pescarolo Sport                                 | Eric Hélary Stéphane Ortelli Ukyo Katayama                     | Peugeot A32 3.2L Turbo V6        | M     | 144    |
| 37 DNF | GT     | 85 | Spyker Automobielen B.V.                        | Peter Kox Norman Simon Hans Hugenholtz                         | Spyker C8 Double-12R             | D     | 142    |
| 37 DNF | GT     | 85 | Spyker Automobielen B.V.                        | Peter Kox Norman Simon Hans Hugenholtz                         | BMW 3.4L V8                      | D     | 142    |
| 38 DNF | LMP675 | 26 | MG Sport & Racing Ltd.                          | Anthony Reid Warren Hughes Jonny Kane                          | MG-Lola EX257                    | M     | 129    |
| 38 DNF | LMP675 | 26 | MG Sport & Racing Ltd.                          | Anthony Reid Warren Hughes Jonny Kane                          | MG (AER) XP20 2.0L Turbo I4      | M     | 129    |
| 39 DNF | LMP675 | 28 | ROC Auto                                        | Jordi Gené Mark Smithson Peter Owen                            | Reynard 2KQ-LM                   | M     | 126    |
| 39 DNF | LMP675 | 28 | ROC Auto                                        | Jordi Gené Mark Smithson Peter Owen                            | Volkswagen HPT16 2.0L I4         | M     | 126    |
| 40 DNF | GT     | 74 | Auto Palace                                     | Guillaume Gomez Ryo Fukuda Laurent Cazenave                    | Ferrari 360 Modena GT            | P     | 119    |
| 40 DNF | GT     | 74 | Auto Palace                                     | Guillaume Gomez Ryo Fukuda Laurent Cazenave                    | Ferrari F133 3.6L V8             | P     | 119    |
| 41 DNF | LMP675 | 30 | KnightHawk Racing                               | Steve Knight Mel Hawkins Duncan Dayton                         | MG-Lola EX257                    | A     | 102    |
| 41 DNF | LMP675 | 30 | KnightHawk Racing                               | Steve Knight Mel Hawkins Duncan Dayton                         | MG (AER) XP20 2.0L Turbo I4      | A     | 102    |
| 42 DNF | LMP900 | 22 | DAMS (Leader Camera Car)                        | Jérôme Policand Marc Duez Perry McCarthy                       | Panoz LMP-1 Roadster-S           | M     | 98     |
| 42 DNF | LMP900 | 22 | DAMS (Leader Camera Car)                        | Jérôme Policand Marc Duez Perry McCarthy                       | Élan 6L8 6.0L V8                 | M     | 98     |
| 43 DNF | GTS    | 53 | Team Carsport Holland Racing Box                | Mike Hezemans Gabriele Matteuzzi Anthony Kumpen Luca Capellari | Chrysler Viper GTS-R             | P     | 93     |
| 43 DNF | GTS    | 53 | Team Carsport Holland Racing Box                | Mike Hezemans Gabriele Matteuzzi Anthony Kumpen Luca Capellari | Chrysler 8.0L V10                | P     | 93     |
| 44 DNF | LMP900 | 11 | Panoz Motor Sports                              | David Brabham Jan Magnussen Bryan Herta                        | Panoz LMP01 Evo                  | M     | 90     |
| 44 DNF | LMP900 | 11 | Panoz Motor Sports                              | David Brabham Jan Magnussen Bryan Herta                        | Élan 6L8 6.0L V8                 | M     | 90     |
| 45 DNF | GT     | 71 | JMB Racing                                      | Steve Earle Chris MacAllister Gary Schultheis                  | Ferrari 360 Modena GT            | P     | 85     |
| 45 DNF | GT     | 71 | JMB Racing                                      | Steve Earle Chris MacAllister Gary Schultheis                  | Ferrari F133 3.6L V8             | P     | 85     |
| 46 DNF | GTS    | 67 | Konrad Motorsport                               | Walter Brun Charles Slater Rodney Mall                         | Saleen S7-R                      | P     | 83     |
| 46 DNF | GTS    | 67 | Konrad Motorsport                               | Walter Brun Charles Slater Rodney Mall                         | Ford 7.0L V8                     | P     | 83     |
| 47 DNF | GT     | 78 | PK Sport Ltd.                                   | Robin Liddell David Warnock Piers Masarati                     | Porsche 911 GT3-RS               | P     | 83     |
| 47 DNF | GT     | 78 | PK Sport Ltd.                                   | Robin Liddell David Warnock Piers Masarati                     | Porsche 3.6L Flat-6              | P     | 83     |
| 48 DNF | LMP900 | 21 | Team Ascari                                     | Werner Lupberger Ben Collins Timothy J. Bell                   | Ascari KZR-1                     | D     | 17     |
| 48 DNF | LMP900 | 21 | Team Ascari                                     | Werner Lupberger Ben Collins Timothy J. Bell                   | Judd GV4 4.0L V10                | D     | 17     |
| 49 DNF | GT     | 70 | JMB Racing                                      | Cort Wagner Sam Hancock Martin Short                           | Ferrari 360 Modena GT            | P     | 16     |
| 49 DNF | GT     | 70 | JMB Racing                                      | Cort Wagner Sam Hancock Martin Short                           | Ferrari F133 3.6L V8             | P     | 16     |
| 50 DNF | LMP675 | 24 | Autoexe Motorsport                              | Yojiro Terada John Fergus Jim Downing                          | Autoexe (WR) LMP-02              | A     | 5      |
| 50 DNF | LMP675 | 24 | Autoexe Motorsport                              | Yojiro Terada John Fergus Jim Downing                          | Mazda R26B 2.6L 4-Rotor          | A     | 5      |

Legenda :DNQ = Não largou - DNF = Abandono - NC = Não classificado - DSQ= Desqualificado